# Кастранова
Кастранова (рум. Castranova) — село у повіті Долж в Румунії. Входить до складу комуни Кастранова.
Село розташоване на відстані 169 км на захід від Бухареста, 28 км на південний схід від Крайови.

## Населення
За даними перепису населення 2002 року у селі проживали 2084 особи.
Національний склад населення села:
| Національність | Кількість осіб | Відсоток |
| -------------- | -------------- | -------- |
| румуни         | 1978           | 94,9%    |
| цигани         | 106            | 5,1%     |

Рідною мовою назвали:
| Мова      | Кількість осіб | Відсоток |
| --------- | -------------- | -------- |
| румунська | 2072           | 99,4%    |
| циганська | 12             | 0,6%     |